# Yogi (film)
Yogi è un film del 2007, diretto da V. V. Vinayak. Si tratta del remake del film in lingua kannada Jogi.

## Colonna sonora
1. Shankar Mahadevan – Dolu Baja
2. Karthik, Bangalore Sunitha – Orori Yogi
3. Suresh – Ye Nomu Nochindo
4. Rajesh & Ganga – Gilli Gichi
5. Tippu, Sunitha – Nee Illu Bangaram
6. Adnan Sami, Sudha – Gana Gana Gana